# Guaratuba (kommun)
Guaratuba är en kommun i Brasilien.   Den ligger i delstaten Paraná, i den södra delen av landet, 1 100 km söder om huvudstaden Brasília. Antalet invånare är 32 088.
Följande samhällen finns i Guaratuba:
- Guaratuba

I omgivningarna runt Guaratuba växer i huvudsak städsegrön lövskog. Runt Guaratuba är det ganska glesbefolkat, med 26 invånare per kvadratkilometer.